# Богуславль (региональный ландшафтный парк)
«Богуславль» (укр. Богуславль) — региональный ландшафтный парк, расположенный на территории Богуславского района (Киевская область, Украина); является местом отдыха горожан. 
Площадь — 7,5 га.

## История
Региональный ландшафтный парк был создан решением Киевского областного совета от 12 декабря 2008 года № 391-21-V путём реорганизации памятника природы местного значения Обнажения богуславских гранитов.

## Описание
Природоохранный объект создан с целью охраны ландшафта в пойме реки Рось. Парк расположен внутри жилой застройки города Богуслав на острове, образованном рукавами реки Рось. Региональный ландшафтный парк представлен памятником природы Обнажения богуславских гранитов и центральным городским парком. В парке обустроена инфраструктура. Есть памятник Марусе Богуславке.
Ближайший населённый пункт — город Богуслав.

## Природа
По берегам реки Рось на протяжении 1,5 км в виде скал высотой 10—12 м обнажаются граниты уманского комплекса палеопротерозойской эры.